# Historia del Necronomicón
Historia del Necronomicón (título original en inglés: History of the Necronomicon) es un breve texto escrito por H. P. Lovecraft en 1927 y publicado en 1938.

## Contenido
Describe los orígenes del libro ficticio del mismo nombre: el grimorio oculto Necronomicón, ingrediente relevante en algunas de sus historias. El breve texto pretende no ser ficción, y se adhiere a la apariencia de pseudoautenticidad que Lovecraft valoró al construir su obra sobre los mitos de Cthulhu. En consecuencia, se supone la historia del Necronomicón inspirada en The King in Yellow (El rey de amarillo) de Robert W. Chambers, que se refiere a un libro que ofusca las mentes de quienes lo leen.
En la historia aborda el tema desde la supuesta creación del libro (llamado originalmente Al Azif, en relación con el ruido de los insectos, que se cree es la voz de los demonios) por Abdul Alhazred, hasta la existencia de tres copias conocidas en la actualidad, luego de la censura y la destrucción de las diversas versiones.